# 筒井站 (奈良縣)
筒井站（日语：／ Tsutsui eki */?）位於日本奈良县大和郡山市筒井町八王寺，是近畿日本鐵道（近鐵）橿原線的鐵路車站。車站編號為B31。

## 歷史
本站前後的區間在1977年6月，由於與國道25號的交通立體化工程的關係，鐵路隨之高架化。
- 1922年（大正11年）4月1日 - 大阪電氣軌道畝傍線（現在的橿原線）郡山（現在的近鐵郡山） - 平端間開通，本站開業[2]。
- 1941年（昭和16年）3月15日 - 與參宮急行電鐵進行公司合併，本站成為關西急行鐵道的車站[2]。
- 1944年（昭和19年）6月1日 - 由於公司合併，成為近畿日本鐵道的車站[2]。
- 1977年（昭和52年）6月5日 - 高架化工程竣工[1]。
- 2007年（平成19年）4月1日 - 可使用PiTaPa乘車[3]。

## 車站構造
側式月台2面2線的高架車站（橿原線中唯一）。月台有效長度為4節車廂。驗票口位於1樓，大廳位於1、2樓的夾層，月台位於2樓。驗票口只有一處。
本站由天理站管理，設有站務員。

### 月台配置
| 月台 | 路線   | 方向 | 目的地                                                    |
| ---- | ------ | ---- | --------------------------------------------------------- |
| 1    | 橿原線 | 下行 | 往 天理、大和八木、橿原神宮前、吉野                       |
| 2    | 橿原線 | 上行 | 往 郡山、大和西大寺、奈良、京都、大阪難波、尼崎、神戶三宮 |

## 使用狀況
近年本站1日上下車人次統計如下表。
- 2018年11月13日：7,779人
- 2015年11月10日：7,960人
- 2012年11月13日：7,192人
- 2010年11月9日：7,495人
- 2008年11月18日：8,209人
- 2005年11月8日：9,376人

## 車站周邊
- 奈良縣立大和中央高等学校
- 奈良縣立盲学校・奈良縣立聾啞学校
- 昭和工業團地
- 大和郡山筒井郵局
- 奈良縣中央批發市場
- 大和郡山市立筒井小学校
- 大和郡山市立郡山南中学校
- 奈良縣紅十字會捐血中心
- 奈良陸運分局
- 国道25号
- 南都銀行（日语：南都銀行）　筒井分行
- 奈良信用金庫（日语：奈良信用金庫）　筒井分行
- 大和小泉站 - 西日本旅客鐵道（JR西日本）關西本線（大和路線）、向西約1.5km

### 公車路線
可搭乘奈良交通。（※2011年12月1日至今）
- 東行
  - 63系統 往 国道橫田
  - 92系統 往 夏普前
- 西行
  - 63・92系統 往 王寺站 （經過法隆寺前・斑鳩町役場）

## 相鄰車站
近畿日本鉄道
 橿原線
■急行
通過
■普通
近鐵郡山（B30）－筒井（B31）－平端（B32）

## 外部連結
- 筒井 - 近畿日本鐵道